# Victoria Valjalo
Victoria Valjalo de Ramón (Santiago, 22 de febrero de 1955) es una pintora y artista visual chilena.

## Biografía
Licenciada en Arte, en mención de pintura de la Universidad de Chile. Ha realizado diversos talleres de dibujo, pintura y técnicas mixtas en VitaMayor, de la Municipalidad de Vitacura; uno de los lugares donde ella realizó estos talleres fue en Tienda 4 colores, Alonso de Córdova, Santiago; Centro Cultural La Huella; Universidad de Magallanes, Punta Arenas y Centro Cultural Francés, Osorno, entre otros. Actualmente es profesora de dibujo y pintura en su taller particular y está dedicada a su producción de obra.

## Obras
En su trayectoria se ha enfocado principalmente en representaciones bidimensionales de la figura humana, especialmente de mujeres, incorporando el paisaje y la naturaleza en sus composiciones. En su web, ha señalado "Desde hace más de veinte años, desde iniciados mis estudios en arte, he desarrollado una carrera orientada a la creación pictórica, enfocada a compartir mis conocimientos con alumnos en mi taller particular y diversos lugares donde he impartido clases. Como artista, mi objetivo principal es la investigación matérica y de técnicas, para enriquecer y desarrollar una obra inédita, basada en los conocimientos académicos clásicos, fusionado con el uso de nuevas tecnologías y elementos tomados de la vida cotidiana, tales como el reciclaje de objetos , telas, entre otros".
Respecto a su obra más actual, ha señalado:"(...) me he interesado en mostrar la figura humana, especialmente la femenina, desde otro espacio, donde se pone en evidencia la capacidad multifacética de la mujer, su belleza y exuberancia, a través de la serialidad de las imágenes y la intervención con los elementos que las magnifican".

## Exposiciones individuales
Estas son algunas de sus exposiciones.
- 1999 Galería American Prints / Málaga, España
- 2000 Latitudes South Art Gallery / Houston, EE.U.U
- 2000 Galería American Prints / Barcelona, España
- 2002 "Norte VIII – Testigos del Silencio” Corporación Cultural de la Reina / Santiago, Chile
- 2003 “Materiosidades” Casona Nemesio Atúnez / Santiago, Chile
- 2005 “El Modelo como Texto Persistente” Casa Cultural Municipalidad de Vitacura
- 2006 “Humane Vita” Galería Estrategia / Diario Estrategia, Santiago, Chile
- 2007 “Ahora en el Ahora” Casas de lo Matta / Santiago, Chile
- 2007 "Viento Norte" / La Serena, Chile[3]
- 2008 “Dibujos y Paisajes” Museo Surazo / Osorno, Chile
- 2009 Concurso Internacional de Pintura “Pintando la Patagonia” / Punta Arenas, Chile
- 2009 Exposición colectiva campus Santiago Universidad de Talca, Chile[4]
- 2010 “Futbol is Arte” Proyecto de Intervención de las zapatillas de la Selección de Fútbol de Chile
- 2011  “Hilados” Centro Cultural
- 2013 “Retrato Autoretrato” – Exposición Colectiva Taller Victoria Valjalo
- 2014 "Florece” Club de Jardines de Chile / Santiago, Chile
- 2017 “Creación” Termas de Puyehue, Puyehue, Región de los Lagos
- 2017  “Secretamente” Centro de Extensión de la Universidad de Talca, sede Curicó[5][6]